# Eupterote fabia
Eupterote fabia is een vlinder uit de familie van de Eupterotidae. De wetenschappelijke naam van de soort is voor het eerst geldig gepubliceerd in 1780 door Cramer.